# Konec světa & Hard-boiled Wonderland
Konec světa & Hard-boiled Wonderland (japonsky 世界の終りとハードボイルド・ワンダーランド, Sekai no owari to hádoboirudo wandárando) je román japonského spisovatele Haruki Murakamiho z roku 1985. Byl oceněn prestižní Tanizakiho cenou.
Ačkoli je kniha řazena k literatuře science fiction, nereálné prvky v autorově vyprávění jsou spíše mnohoznačným, provokativním a nejednoznačně dešifrovatelným podobenstvím postmoderního přetechnizovaného světa, v němž je člověk zbavován svého já. Murakami původně zvažoval, že později vydaný román Kafka na pobřeží bude volným pokračováním. I v něm vytvořil druhý příběh se zemí mrtvých, jako tematickou variantou antiutopického Města za Zdí.
Česky kniha vyšla v roce 2008 v nakladatelství Odeon, v překladu Tomáše Jurkoviče, který ji charakterizoval jako „ponuré podobenství“ okolního světa, v němž hlavní hrdina spadne až na dno.

## Děj románu
Hlavním hrdinou je nepojmenovaný pětatřicetiletý muž, řadový kalkulátor, který se zabývá ochranou počítačových dat pro polovládní organizaci Systém a který se po práci zabývá whiskou, filmy, literaturou a hudbou. Jeho hlavním snem je vydělat si dost peněz, aby mohl přestat pracovat a stáhnout se do ústraní, kde bude hrát na violoncello a učit se řecky. Jeho práce je dobře placena, takže to sen není nijak nereálný ani vzdálený.
Kvůli nevyvedeným plánům svého bývalého nadřízeného, geniálního profesora, je však vržen do víru událostí, které nemá možnost ovlivňovat: ohrožují ho agenti znepřátelené Továrny, hrozí mu, že se proti němu postaví i jeho vlastní organizace, je přímo ohrožován na životě tajemnými podzemními bytostmi pokoutníky.
Postupně se dozvídá, že je jediný kalkulátor, u kterého zatím neselhal experimentální postup úpravy mozku pro moderní způsob kódování dat – ale že se tak v nejbližší době díky dalšímu zásahu profesora stane.
Knihou se prolíná i druhá dějová antiutopická linka – ve formě pravidelného střídání kapitol, která zpočátku s tímto příběhem nejeví souvislost. „Další“ bezejmenný hrdina v ní objevuje chod podivného Města, který je obehnán Zdí, přes kterou nelze uniknout. Jsou mu poraněny oči, aby mohl dobře vykonávat práci čtenáře snů, a je mu odebrán jeho stín, jeho duše (v orig. kokoro; autorství této poloviny „v podvědomí“ pochází již z rané Murakamiho fáze. V roce 1980 autor zveřejnil zapomentou prózu Město a jeho nejistá Zeď v časopise Bungakkai.)
Postupně se ukazuje, že tento děj probíhá v podvědomí hlavní hrdiny jemuž hrozí, že se do podvědomého světa Města v brzkou, pevně danou chvíli navždy propadne. Příběh končí pokojným smířením se hrdiny se svou situací a jeho odchodem z reality do vlastního světa.